# Sozialistische Partei Indiens
Die Sozialistische Partei Indiens (SPI, englisch Socialist Party of India) war eine Partei in Indien in den Jahren 1948 bis 1952. Sie entstand 1948 als Abspaltung der sozialistischen Fraktion des Indischen Nationalkongresses. In den Jahren ihrer Existenz war sie die wichtigste Oppositionspartei gegenüber dem Indischen Nationalkongress unter Jawaharlal Nehru. Nachdem sie bei der ersten gesamtindischen Parlamentswahl 1951–1952 enttäuschend abgeschnitten hatte, vereinigte sie sich 1952 zusammen mit der Kisan Mazdoor Praja Party (KMPP) zur Praja Socialist Party („Volkssozialistischen Partei“). Spätere Neugründungsversuche unter dem alten Namen „Sozialistische Partei“ konnten nicht an die alte Bedeutung der Partei anknüpfen.

## Parteigeschichte

### Geschichte bis zur Gründung
Die SPI ging aus der Congress Socialist Party (CSP) hervor. In der 1934 gegründeten Congress Socialist Party hatten sich während der Zeit Britisch-Indiens die Parteigänger des Indischen Nationalkongresses gesammelt, die „sozialistische“ Standpunkte vertraten. Die CSP-Anhänger vertraten in Einzelfragen andere Ansichten als die Führung der Kongresspartei. Dies betraf vor allem die Frage, inwieweit mit der britischen Kolonialadministration zusammengearbeitet werden sollte. Hier vertrat die CSP einen entschieden konfrontativeren Kurs und neigte dazu, alle derartigen Tendenzen und Projekte zu boykottieren. Die Führung des Kongresses schien den Sozialisten zu nachgiebig und zu sehr auf Ausgleich bedacht und diese hätten einen aktiveren Widerstand gegen die Kolonialherrschaft bevorzugt. Das zeigte sich deutlich in der Quit-India-Bewegung 1942, an der die Sozialisten besonders aktiv teilnahmen. Ein zweites Themenfeld, in dem die Vorstellungen von CSP und Kongress-Führung divergierten, waren die Konzepte zur zukünftigen Gestaltung der Wirtschafts- und Sozialordnung Indiens. Diese letzteren Divergenzen waren zur Zeit der britischen Kolonialherrschaft eher theoretischer Natur, gewannen aber, als die indischen Unabhängigkeit immer mehr in Sichtweite rückte, zunehmend an Bedeutung. Nach der Unabhängigkeit am 15. August 1947 wurden die Differenzen schließlich so unüberbrückbar, dass die Sozialisten aus der Kongresspartei auf ihrer Konferenz in Nasik vom 19. bis 21. März 1948 eine eigene Partei, die Sozialistische Partei Indiens, gründeten.
Die neu gegründete Partei war, wie auch ihre Vorläuferin, die CSP, ideologisch nicht homogen. Es wurden im Wesentlichen drei Strömungen unterschieden:
1. klassisch marxistischen Sozialisten – zu diesen zählten Jayaprakash Narayan und Acharya Narendra Dev,
2. sozialdemokratische oder „Fabian“-Sozialisten – hierzu wurden M. R. „Minoo“ Masani und Ashoka Mehta gezählt,
3. durch die Bewegung Gandhis geprägte Sozialisten – Achyut Patwardhan, Ram Manohar Lohia.

Gelegentlich wurde auch eine vierte Strömung, die einen spezifisch indischen Sozialismus verwirklichen wollte, was als „Vedantischer Sozialismus“ bezeichnet wurde, hinzugerechnet. Ein Vertreter dieser Strömung war Sampurnanand.

### Die Wahlen 1951/52

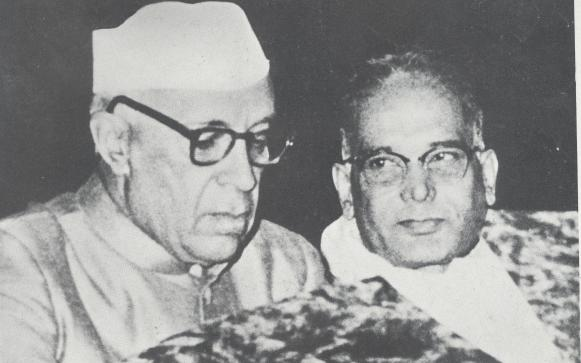
Der SPI-Parteivorsitzende Jayaprakash Narayan (rechts) mit Jawaharlal Nehru in den 1950ern

Die Sozialistische Partei bemühte sich, Dissidenten aus der Kongresspartei zum Übertritt zu bewegen. Als sich im Jahr 1950 eine große Dissidentengruppe innerhalb der Kongresspartei unter der Bezeichnung „Demokratische Front“ und unter der Führung Jivatram Kripalanis formierte, bemühten sich die Sozialisten-Führer, diese Dissidenten zum Übertritt zur Sozialistischen Partei zu bewegen. Dies misslang jedoch und aus der „Demokratischen Front“ entstand eine neue Partei, die Kisan Mazdoor Praja Party (KMPP, „Partei der Bauern- und Arbeiterbevölkerung“). Der KMPP-Führer Kripalani bemerkte kritisch zur Sozialistischen Partei: „… ihr ist es nicht gelungen, die Gedankenwelt des Volkes zu bewegen […] Der einfache Mensch in Indien […] versteht nicht, wofür die Sozialisten eigentlich stehen. Die Sozialisten sind immer noch, mehr oder weniger, eine Partei der Intellektuellen. […] Oft haben ihre gelehrten Thesen – voll von technischen Ausdrücken und Formulierungen, die im Westen en vogue sind – wenn sie in lokale Sprachen übersetzt werden, für die nicht des Lesens und Schreibens kundigen Massen wenig Bedeutung. […] Die Sozialistische Partei kann derzeit im Parlament und im Land nicht aus eigener Kraft erfolgreich eine starke Opposition zum Kongress bilden.“
Die erste gesamtindische Parlamentswahl 1951–1952 verlief für die Sozialisten enttäuschend. Von ihren 255 Kandidaten in den Wahlkreisen gewannen nur 12 einen Parlamentssitz. Bei den gleichzeitig stattfindenden Wahlen zu den Parlamenten der Bundesstaaten sah das Bild nicht besser aus (124 gewonnene Sitze bei 1793 Kandidaten und insgesamt 3279 Sitzen). Die Partei war verschiedene Wahlbündnisse mit der Scheduled Castes Federation (SCF), der Jharkhand Party (in Bihar), der Revolutionary Communist Party (in Westbengalen) und dem Forward Bloc (Subhashisten) eingegangen. Diese hatten jedoch nicht den erhofften Erfolg gebracht. Auch die KMPP blieb bei den Wahlen weit unter ihren Erwartungen. Beide Parteien hatten ihre Wahlchancen deutlich überschätzt.

### Vereinigung mit der Kisan Mazdoor Praja Party
Nach der Wahlniederlage kamen die Führer der Sozialistischen Partei und der KMPP überein, eine gemeinsame Partei zu formieren. Die ideologischen Differenzen zwischen beiden Gruppierungen waren gering. Ein gemeinsames Programm wurde zu Papier gebracht, in dem eine egalitäre Gesellschaft mit Basisdemokratie auf Dorfebene, eine Verstaatlichung der Schlüsselindustrien, eine autarke Wirtschaft, sowie außenpolitisch eine Politik der Blockfreiheit gefordert wurden. Der formale Beschluss zur Vereinigung wurde auf einem Treffen in Lucknow am 25. August 1952 gefasst und der Vereinigungsparteitag fand am 26. und 27. September 1952 in Bombay statt. Die neue Partei erhielt den Namen Praja Socialist Party, („Volkssozialistische Partei“).

### Weitere Entwicklung nach 1952
Die neu gegründete Praja Socialist Party (PSP) kandidierte bei den folgenden Wahlen, konnte jedoch keine wesentlich größere Bedeutung als die alte Sozialistische Partei gewinnen. Im Verlauf spalteten sich mehrere Fraktionen als eigene Parteien ab. 1955 machte sich eine Fraktion unter der Führung von Ram Manohar Lohia und dem alten Namen „Sozialistische Partei“ selbständig. 1964 vereinigten sich PSP und die Sozialistische Partei Lohias zur Samyukta Socialist Party (SSP, „Vereinigte Sozialistische Partei“). Die Einheit hielt allerdings nur kurz und 1965 entstand die PSP wieder neu. Der gesamt-Stimmenanteil dieser sozialistischen Parteien blieb bei den Wahlen 1952, 1957 und 1962 bei 10–15 %. Damit bildeten die Sozialisten keine politische Kraft, die der dominierenden Kongresspartei gefährlich werden konnte. Mit der Wahl 1967 schien sich die Lage zu ändern. SSP und PSP gewannen jeweils 18,9 % und 11,9 % der Stimmen und damit deutlich mehr als jemals zuvor. Ein Ende der Dauerherrschaft der Kongresspartei schien sich anzubahnen. Bei der folgenden Wahl 1971 erzielte Indira Gandhis Kongresspartei jedoch einen regelrecht erdrückenden Wahlsieg und die Sozialisten wurden geradezu marginalisiert. Am 9. August 1971 vereinigten sich daher die Reste der PSP (der größte Teil war zu Indira Gandhis Kongress übergelaufen) und SSP unter der Bezeichnung ‚Sozialistische Partei‘. Dieses Bündnis hielt nur kurz und im Januar 1973 entstand aus der großen Mehrheit dieser Partei die SSP neu. Diese schloss sich 1974 mit 6 anderen Parteien zur Bharatiya Lok Dal (BLD) zusammen. Die BLD ging wiederum 1977 in der neu gegründeten Janata Party auf, die kurzzeitig die Regierung Indiens 1977–1979 führte, aber dann in verschiedene Einzelparteien zerfiel.

## Versuch einer Wiederbelebung
Nach dem Zerfall der Janata Party Ende der 1970er Jahre gab es vereinzelt Versuche, erneut eine sozialistische Partei zu gründen. Letztlich waren diese Versuche nicht erfolgreich. Auf einer Konferenz in Hyderabad vom 28.–29. Mai 2011, an der ungefähr 600 Delegierte aus 18 Bundesstaaten teilnahmen, gründeten indische Sozialisten erneut eine Partei mit dem Namen Socialist Party (India). Bei der Gründung beriefen sie sich ausdrücklich auf die Tradition der alten Sozialistischen Partei. Zum ersten Generalsekretär und Sprecher der Partei wurde Bhai Vaidya gewählt. Diese neue Partei hat jedoch bisher bei Wahlen keine größere Bedeutung erlangt.

## Resümee: Rolle der Sozialisten als führende Oppositionspartei
Ein wesentlicher Grund, warum es den Sozialisten nie gelang, eine ernsthafte Konkurrenz zur Kongresspartei zu werden, lag sicher in dem Umstand begründet, dass der Kongress unter Jawaharlal Nehru (Premierminister 1947–1964) und seiner Tochter Indira Gandhi (Premierministerin 1966–1977 und 1980–1984) selbst ein ausgesprochen sozialistisches Programm verfolgte (staatlich regulierte und gelenkte Wirtschaft, regelmäßige Fünfjahrespläne, außenpolitisch Anlehnung an die Sowjetunion, „sozialistische“ Rhetorik etc.). Damit hatten die Sozialisten Schwierigkeiten, sich inhaltlich zwischen dem Kongress einerseits und den Kommunisten andererseits zu profilieren. Als die Sozialisten bei der Parlamentswahl 1967 überraschend stark abschnitten, reagierte Premierministerin Indira Gandhi mit einem politischen „Linksruck“ (u. a. Verstaatlichung der Banken, Abschaffung der Pensionszahlungen an die ehemals regierenden Fürsten, Sozialprogramme etc.), der letztlich den Sozialisten den Wind aus den Segeln nahm, allerdings auch wesentlich zur Spaltung der Kongresspartei 1969 beitrug. Ein weiterer Schwachpunkt der Sozialisten war, dass sie einen außerordentlichen innerparteilichen Pluralismus der Meinungen zuließen und die Parteidisziplin locker gehandhabt wurde. Das hatte das Fehlen einer starken und klaren Führung und die mehrfache Abspaltung von einzelnen Fraktionen zur Folge. Drittens wurde kritisiert, dass die Sozialisten sich häufig zu sehr in theoretischen Diskussionen erschöpften, die für die breiten Bevölkerungsmassen nicht relevant und/oder nicht verständlich waren.